# Mycael Pontes Moreira
Mycael Pontes Moreira (Porto Velho, 12 marzo 2004) è un calciatore brasiliano, portiere dell'Athl. Paranaense.

## Carriera

### Club
Mycael è cresciuto nel settore giovanile dell'Athl. Paranaense con cui ha firmato il primo contratto professionistico nel 2020. Ha debuttato in prima squadra il 4 luglio 2024 nell'incontro di Série A perso 2-1 contro il San Paolo.

### Nazionale
Nel dicembre del 2022 è stato incluso nella rosa brasiliana partecipante al campionato sudamericano Under-20 del 2023, tenutosi in Colombia. ed il 23 febbraio si è laureato campione grazie alla vittoria per 2-0 sull'Uruguay. Nel giugno del 2023 ha preso parte al campionato mondiale tenutosi in Argentina. In seguito ha giocato anche nella nazionale brasiliana Under-23.

## Statistiche

### Presenze e reti nei club
Statistiche aggiornate al 28 settembre 2024.
| Stagione        | Squadra          | Campionato      | Campionato | Campionato | Coppe nazionali | Coppe nazionali | Coppe nazionali | Coppe continentali | Coppe continentali | Coppe continentali | Altre coppe | Altre coppe | Altre coppe | Totale | Totale | Totale |
| Stagione        | Squadra          | Comp            | Pres       | Reti       | Comp            | Pres            | Reti            | Comp               | Pres               | Reti               | Comp        | Pres        | Reti        | Pres   | Reti   |        |
| --------------- | ---------------- | --------------- | ---------- | ---------- | --------------- | --------------- | --------------- | ------------------ | ------------------ | ------------------ | ----------- | ----------- | ----------- | ------ | ------ | ------ |
| 2024            | Athl. Paranaense | A1/PR+A         | 0+6        | 0,-4       | CB              | 1               | -1              | CS                 | 2                  | -4                 |             | -           | -           | 9      | -9     |        |
| Totale carriera | Totale carriera  | Totale carriera | 6          | -4         |                 | 1               | -1              |                    | 2                  | -4                 |             | -           | -           | 9      | -9     |        |

## Palmarès

### Nazionale
- Campionato sudamericano Under-20: 1

Colombia 2023